# Leo (2023)
Leo is een Amerikaanse geanimeerde komische avonturenfilm uit 2023, geregisseerd door Robert Marianetti, Robert Smigel en David Wachtenheim.

## Verhaal
Leo is een 74-jarige brughagedis die al tientallen jaren vastzit in een terrarium in een klaslokaal op een basisschool in Fort Myers in de staat Florida, samen met de Florida-doosschildpad Squirtle. Daar heeft hij generaties studenten zien komen en gaan.
Nadat Leo heeft vernomen dat hij nog maar één jaar te leven heeft, is hij van plan om te gaan ervaren wat het leven daarbuiten te bieden heeft. Als plaatsvervangend lerares, mevrouw Malkin de klaslerares Salinas vervangt vanwege haar zwangerschapsverlof, dwingt ze de leerlingen om een van de dieren mee naar huis te nemen voor het weekend. Terwijl hij probeert te ontsnappen, onthult Leo per ongeluk dat hij kan praten. Leo wordt echter betrokken bij de problemen van sommige studenten, die hij kan helpen oplossen op basis van zijn levenservaring.
Squirtle is jaloers op de aandacht die Leo van de studenten krijgt en stelt hem bloot, waardoor hij wordt genegeerd door de kinderen in de klas. Als de vervangende lerares Leo meeneemt, probeert hij haar ook advies te geven. Als de schoolklas een wedstrijd wint, wil mevrouw Malkin alleen de eer opeisen en laat Leo achter in de Everglades.
Tijdens een schoolreisje vertelt Squirtle de studenten dat Leo in de steek is gelaten door mevrouw Malkin. De studenten gaan naar de Everglades en redden Leo net op tijd van alligators. Op de laatste schooldag moedigt Leo de klas aan om zelfs op de middelbare school bij elkaar te blijven.

## Stemverdeling
| Acteur          | Personage                         | Nederlandse stem    |
| --------------- | --------------------------------- | ------------------- |
| Adam Sandler    | Leo de brughagedis                | Mike Boddé          |
| Bill Burr       | Squirtle de Florida-doosschildpad | Alexander de Bruijn |
| Cecily Strong   | mevrouw Virginia Malkin           | Kim van Zeben       |
| Jason Alexander | Jayda's vader                     |                     |
| Rob Schneider   | schooldirecteur                   |                     |
| Allison Strong  | mevrouw Salinas                   | Danique Graanoogst  |
| Jo Koy          | coach Komura                      | Jaguaro Toney       |
| Sadie Sandler   | Jayda                             | Lotta Pillitu       |
| Sunny Sandler   | Summer                            | Jada Coppens        |
| Coulter Ibanez  | Zane                              |                     |

## Productie
In mei 2016 werd gemeld dat Adam Sandler een animatiefilmproject zou produceren (onder Happy Madison Productions), zou schrijven en er de hoofdrol in zou spelen. Op dat moment was STX Entertainment aangesloten. Leo werd geanimeerd door Animal Logic van Netflix Animation. In augustus 2023 werd Geoff Zanelli aangekondigd voor het schrijven van de filmmuziek.

## Release
De film had een preview op het Festival international du film d'animation d'Annecy op 14 juni 2023 voordat het op 21 november 2023 door Netflix werd uitgebracht.

## Ontvangst
Op Rotten Tomatoes heeft Leo een waarde van 82% en een gemiddelde score van 6,60/10, gebaseerd op 72 recensies. Op Metacritic heeft de film een gemiddelde score van 65/100, gebaseerd op 15 recensies.

## Prijzen en nominaties
De belangrijkste:
| Jaar | Prijs                      | Categorie                                                    | Genomineerde(n)                                                                   | Uitslag     |
| ---- | -------------------------- | ------------------------------------------------------------ | --------------------------------------------------------------------------------- | ----------- |
| 2024 | Annie Award                | Uitstekende prestatie voor het bewerken van een animatiefilm | Patrick J. Voetberg, J.J. Titone, Darrian M. James, Danny Miller & Brian Robinson | Genomineerd |
| 2024 | Casting Society of America | Uitstekende prestatie bij het casten - Animatiefunctie       | Danielle Aufiero & Amber Horn                                                     | Genomineerd |